# Я знаю, что вы сделали прошлым летом
«Я знаю, что вы сделали прошлым летом» (англ. I Know What You Did Last Summer) — американский фильм-слэшер 1997 года режиссёра Джима Гиллеспи, ставший для него дебютом и положивший начало серии молодёжных слэшеров. Сценарий написал Кевин Уильямсон по мотивам одноимённого романа Лоис Дункан 1973 года. Главные роли сыграли Дженнифер Лав Хьюитт, Сара Мишель Геллар, Фредди Принц-младший и Райан Филлипп, в фильме также снялись Энн Хеч, Мьюз Уотсон, Бриджитт Уилсон и Джонни Галэки. По сюжету, группа школьников сбивает на машине рыбака и сбрасывает его тело в море, а через год подростков начинает преследовать неизвестный, знающий их страшную тайну.
Кевин Уильямсон приступил к работе над адаптацией романа Дункан вместе с продюсером Эриком Фейгом до того, как началось производство «Крика» — и если в «Крике» Уильямсон использовал сатиру и самоцитирование, то «Я знаю, что вы сделали прошлым летом» стал данью уважения классическим фильмам ужасов 1980-х годов. Вдохновением для картины послужили городские легенды, а также классические слэшеры «Выпускной» (1980) и «На греческой улице» (1983). После успеха «Крика» работа над «Я знаю, что вы сделали прошлым летом» ускорилась.
Премьера картины, получившей смешанные отзывы критиков, состоялась 17 октября 1997 года — общие сборы превысили 125 миллионов долларов при бюджете $17 миллионов, фильм оставался лидером проката на протяжении трёх недель, а также получил номинации на несколько кино-наград. В 1998 году вышел сиквел — «Я всё ещё знаю, что вы сделали прошлым летом», а в 2006 году сразу на видео — заключительная часть трилогии «Я всегда буду знать, что вы сделали прошлым летом». В 2021 году «Amazon Studios» выпустила телесериал «Я знаю, что вы сделали прошлым летом» из 8 эпизодов — шоу было закрыто после одного сезона из-за низких рейтингов. Фильм пародировался в нескольких комедиях («Очень страшное кино» и «Ну очень страшное кино»), а также вместе с франшизой «Крик» возродил интерес зрителей к жанру молодёжного слэшера.

## Сюжет
4 июля, праздник по случаю Дня независимости США в самом разгаре. Отмечая окончание школы, Джули Джеймс, Хелен Шиверс, Барри Кокс и Рэй Бронсон весело проводят вечер на берегу моря после того, как Хелен выиграла конкурс красоты. Возвращаясь домой, они сбивают на машине мужчину. Решив, что он мёртв, и не желая лишних неприятностей, они сбрасывают тело в море.
Проходит год, и становится ясно, что кто-то знает их тайну. Ребята начинают получать странные послания следующего содержания: «Я знаю, что вы сделали прошлым летом». Девушки начинают собственное расследование, желая узнать что-то конкретное о человеке, которого они сбили. Подозрения падают на их бывшего одноклассника Макса, проезжавшего в ту ночь мимо, но вскоре его убивают, и ребята понимают, что им угрожает опасность — тот, кто знает, что они сделали прошлым летом, готов на всё, чтобы отомстить им.
Джули прочитала статью в газете и поняла, что год назад они сбили человека по имени Дэвид Иган. Джули и Хелен решают навестить родственников Игана — они приезжают к дому Иганов и знакомятся с сестрой Дэвида, Мисси. Она говорит, что до них её навещал человек по имени Билли Блю, и что Дэвид был влюблён в девушку по имени Сьюзи. Тем временем, некто в рыбацком плаще и крюком в руке нападает на Барри. Джули предлагает пойти в полицию, но Барри отговаривает её. Хелен приходит домой поздно и идёт на кухню, забыв закрыть за собой дверь. Наутро девушка понимает, что ночью кто-то отстриг её красивые волосы и оставил надпись «Скоро» на её зеркале. К Хелен приезжают Барри и Джули. Джули находит в багажнике своей машины голову Макса, но когда она собирается показать страшную находку друзьям, в багажнике уже пусто. Джули уверена, что убийца играет с ними. Хелен отправляется на фестиваль «Рыбная королева» — Барри вызывается сопровождать её, чтобы защитить в случае необходимости. Джули наведывается к Мисси, и та рассказывает ей, что Дэвид покончил жизнь самоубийством, и показывает его предсмертную записку. Джули признается Мисси, что виновна в гибели её брата, но девушка не верит ей и выгоняет из своего дома.
Через некоторое время на фестивале — прямо во время выбора новой королевы — появляется неизвестный с крюком и убивает Барри на балконе, расположенном под потолком заполненного людьми зала. Хелен говорит полиции, что кто-то убил Барри, но ей не верят. Тем временем Джули находит статью о Дэвиде, где говорится, что его любимая Сьюзи погибла в автокатастрофе, и что у неё остался отец Бенджамин Уиллис. Полицейский отвозит Хелен домой, но делает остановку, увидев человека у машины с открытым капотом. Полицейский выходит из машины, чтобы помочь, но неизвестным оказывается Рыбак, преследующий героев, — он убивает полицейского. Хелен прячется в магазине своей семьи, где встречает сестру Эльзу. Пока Хелен пытается дозвониться до полиции, Эльзу убивает Рыбак. Девушка убегает из магазина, но Рыбак настигает её в переулке и жестоко убивает.
Джули приходит к Рэю на пристань и делится своей догадкой: в ту ночью они сбили не Дэвида Игана, а кого-то другого. В этот момент девушка видит название посудины Рэя — «Билли Блю» — и понимает, что он навещал Мисси. Джули приходит к выводу, что он и есть убийца. Девушка убегает прочь; Рэй пытается догнать её, но юношу сбивает с ног незнакомый рыбак и предлагает девушке спрятаться на его корабле. Зайдя в каюту, Джули видит фотографии себя и своих друзей, а мужчина говорит ей, что «молодёжи вроде тебя нужно веселиться и сбивать людей на пустынной дороге». Джули понимает, что перед ней тот, кого она и её друзья сбили год назад — Бен Уиллис, отец Сьюзи. Джули прячется от него в трюме — там она находит тела Барри и Хелен. Тем временем, Рэй приходит в себя и пробирается на лодку Рыбака, а затем вступает с ним в схватку. Уиллис выбрасывает Рэя с корабля и следует за Джули. Рэю удаётся забраться обратно на корабль, а Бен находит Джули и в тот же момент получает сильный удар стрелой крана по лицу. Джули бежит к Рэю, но убийца поднимается и хватает девушку. Замахнувшись крюком на Джули, он цепляется им за верёвку, а Рэй запускает подъёмный механизм, и Бена Уиллиса выбрасывает за борт. Из моря достают только его отрубленную руку с крюком.
Год спустя в раздевалке университета Джули читает новое письмо, в этот раз это всего лишь приглашение на вечеринку. Но тут на стекле в душевой она видит надпись «Я всё ещё знаю!», и на неё нападает Рыбак.

## В ролях
| Актёр                | Роль                              |
| -------------------- | --------------------------------- |
| Дженнифер Лав Хьюитт | Джули Джеймс                      |
| Сара Мишель Геллар   | Хелен Шиверс                      |
| Райан Филлипп        | Барри Кокс                        |
| Фредди Принц-младший | Рэй Бронсон                       |
| Энн Хеч              | Мелисса «Мисси» Иган              |
| Мьюз Уотсон          | Бенджамин Уиллис / Рыбак          |
| Бриджитт Уилсон      | Эльза Шиверс                      |
| Джонни Галэки        | Макс                              |
| Дебора Хобарт        | Миссис Джеймс, мать Джули         |
| Мэри МакМиллан       | Миссис Кокс, мать Барри           |
| Патти Д’Арбанвиль    | Миссис Шиверс, мать Хелен и Эльзы |
| Джонатан Кент        | Дэвид Иган                        |
| Стюарт Грир          | Полицейский                       |

## Производство

### Сценарий
«Это был мой главный аргумент, когда мы снимали фильм: завязка истории. Вот что „цепляло“ зрителей. Это был не очередной ужастик, а скорее фильм-вопрос: „Как бы я поступил в такой ситуации? Окажись я пьяным за рулём машины, вместе с друзьями на тихой ночной дороге после того, как мы кого-то сбили…“. В этом была вся суть, вот чем меня зацепил сценарий. И в этом причина, почему зрителям понравился фильм».
Кевин Уильямсон написал сценарий фильма гораздо раньше, чем сценарий «Крика», но долгое время не мог его никому продать — однако когда «Крик» стал успешным, студия «Columbia Pictures» ускорила производственный процесс своего фильма. В основу сценария легла одноименная книга Лоис Дункан, впервые опубликованная в США в 1973 году. Сюжет и описание персонажей в книге и в фильме отличаются друг от друга: например, подростки сбивают не взрослого мужчину, а ребёнка; для фильма были придуманы имидж убийцы, изменены место и время действия, добавлено больше насилия, крови и жестокости — в романе никто из героев не погибал и практически не пострадал во время повествования.
Продюсер Эрик Фейг работал над проектом для компании «Mandalay Entertainment» — он предложил Уильямсону переписать сценарий в духе классических молодёжных слэшеров 1980-х годов. Отец Уильямсона был рыбаком, и сценарист решил перенести действие фильма в маленький рыбацкий городок. Главным злодеем стал рыбак с крюком — Уильямсон вдохновился городской легендой «Крюк» (англ. The Hook) — её вспоминают главные герои в начале фильма, сидя у костра на пляже. Этой сценой Уильямсон обозначил будущие события: «В общем-то, я расставил ружья. Окей, зрители. Есть такая легенда. А вот вам новая». Пляж, где происходит действие сцены, носит название Доусон-Бич — это отсылка к телесериалу «Бухта Доусона», а Уильямсон был шоураннером этого проекта, вдохновлённого историями из его собственной юности. Если в сценарии «Крика» было больше сатиры, то «Я знаю, что вы сделали прошлым летом» — прямолинейный слэшер.

### Кастинг
По словам продюсера Стокли Чаффин, студия искала «красивых и харизматичных актёров». Режиссёр Гиллеспи, сам не читавший роман Дункан, вспоминает, что многие актрисы признавались на пробах, что читали книгу в детстве. Дженнифер Лав Хьюитт, известная на тот момент по роли в сериале «Нас пятеро», получила роль Джули Джеймс — продюсеров, режиссёра и Уильямсона поразило то, как актриса изобразила «беззащитность» персонажа. Она стала первой из четвёрки ведущих актёров, утверждённых на роль. Изначально Хьюитт пробовалась на роль Хелен. Мелиссе Джоан Харт предложили роль Джули, но она посчитала фильм «всего лишь копией „Крика“» и отказалась от участия.
В определённый момент на одну из женских ролей рассматривалась кандидатура Риз Уизерспун, она даже согласилась сниматься, но затем выбыла из проекта. Но обратила внимание Гиллеспи на своего тогдашнего бойфренда — актёра Райана Филлиппа. На роль Барри Кокса съёмочная группа искала актёра «с внешностью квотербека ростом под метр 88», так как в сценарии комплекция персонажа была описана как «угрожающая». Несмотря на несоответствие описанию персонажа и его росту, Филлипп получил роль.

Слева направо: Сара Мишель Геллар, Райан Филипп, Дженнифер Лав Хьюитт и Фредди Принц-Младший.

Фредди Принца-младшего на роль Рэя Бронсона выбрал Гиллеспи — по мнению режиссёра, актёр был похож на «обычного парня» (англ. everyman), как и его персонаж. Между тем, студия до последнего отказывалась брать на роль Принца, считая его «слишком мягким и неспортивным» — он проходил пробы 5 раз, и уже был готов отказаться. Гиллеспи хотел получить в проект именно Принца, и по совету режиссёра, актёр улучшил свою физическую форму в спортзале, сел на диету и подстригся. В какой-то момент Принц был уверен, что роль получил Джереми Систо, который до этого обошёл его на кастинге к фильму «Бестолковые». Кроме того, Принц проходил отбор и для «Крика» — тогда он и привлёк внимание Уильямсона. На момент съёмок Принц был самым старшим из актёров основного состава — он уверяет, что покупал пиво коллегам во время съёмок фильма.
Сара Мишель Геллар стала последней из основного состава актёров, утверждённой на роль за две недели до начала съёмок — она сыграла Хелен Шиверс; Геллар на тот момент была известна по титульной роли Баффи Саммерс в сериале «Баффи — истребительница вампиров». «Я искал актрису, которая могла показать мягкость характера героини, при этом способной быть настоящей сукой», вспоминает Гиллеспи. Как и в случае с Принцем, студии не нравилась кандидатура Геллар, и Гиллеспи буквально боролся за то, чтобы актриса получила роль. Ещё одной особенностью кастинга было то, что Гиллеспи не хотел, чтобы взрослая актриса играла 17-летнюю девочку-подростка — именно по этой причине, Хилари Суонк, также проходившая кастинг, не получила роль Хелен. Геллар и Принц-младший познакомились на съёмках картины — сначала между ними завязалась дружба, а в 2002 году молодые люди поженились. А Геллар и Филлипп вновь сыграли пару, вовлечённую в любовные отношения, в молодёжной мелодраме «Жестокие игры» (1999) — их кандидатуры рекомендовал режиссёру Роджеру Камблу продюсер обоих картин Нил Мориц.
На роль Мисси Иган режиссёр искал запоминающуюся актрису, чей образ должен «настораживать и немного пугать зрителей», а сам персонаж появляется всего в двух сценах, но играет важную роль в сюжете — в итоге Мисси сыграла Энн Хеч, её сцены были отсняты всего за 2 дня. Критики — в том числе из журнала «Variety» — оценили игру Хеч. Бриджитт Уилсон досталась роль старшей сестры Хелен, Эльзы, а Джонни Галэки воплотил на экране образ Макса — бывшего одноклассника главных героев.
Мьюз Уотсон сыграл главного злодея — мстительного рыбака Бенджамина Уиллиса. Уотсон последним присоединился к актёрскому составу после одного прослушивания в Калифорнии — к тому времени съёмки картины уже начались в Северной Каролине. Уотсон много работал над походкой своего персонажа. У него осталось много приятных воспоминаний от работы с молодыми актёрами: они часто прогуливались по пляжу и разговаривали с Сарой Мишель Геллар (Уотсон назвал актрису «одной из самых умных женщин, которых он встречал»), а Хьюитт подарила ему сувенир ручной работы. Уотсон и Хьюитт были знакомы и до съёмок — они жили в одних апартаментах в Бербанке; позже они появились вместе в эпизоде «Субботним вечером в прямом эфире» в 1998 году, где представили пародии на своих персонажей. Перед съёмкой одной из тяжёлых и эмоциональных сцен, в которой Рыбак держит на руках маленькую дочь, Уотсон успокоил стоящую рядом с матерью девочку-актрису, напомнив, что ей абсолютно нечего бояться, и что всё происходящее — «понарошку». Как вспоминает Уотсон, ему непросто далась сцена, в которой он притворяется мёртвым, лёжа на дорожном асфальте — в какой-то момент он начал трястись от холода. В 2017 году Уотсон поздравил Филиппа с 4 июля (в этот день происходят события фильма) сообщением в «Twitter» — Райан посчитал такое поздравление «жутковатым».

### Режиссура
Джейми Блэнкс, снявший несколько лет спустя молодёжный триллер «Городские легенды», продюсером которого также выступил Нил Мориц, очень хотел стать режиссёром «Я знаю, что вы сделали прошлым летом» — Блэнкс даже снял псевдотрейлер к фильму, чтобы показать своё видение проекта. Однако кресло режиссёра к тому моменту уже занял шотландец Джим Гиллеспи, чью кандидатуру предложил Кевин Уильямсон — в интервью 2008 года Дженнифер Лав Хьиютт назвала Гиллеспи «самым лучшим режиссёром, с кем ей приходилось работать». Картина стала его дебютом в большом кино — до этого Гиллеспи срежиссировал несколько эпизодов телесериалов и снял короткометражный фильм «Съездил» (англ. Joyride) по собственному сценарию.
В 2008 году Гиллеспи отметил в интервью, что «самой приятной частью работы над проектом была возможность взять знакомые всем элементы жанра, и всё равно заставить зрителей вздрагивать от происходящего на экране». Также по словам режиссёра, он не чувствовал, что сценарий Уильямсона был обычным ужастиком-слэшером — скорее «очень хорошей историей с моралью». В интервью порталу «Digital Spy» по случаю 20-летия картины Гиллеспи сказал: «Мы просто спросили у зрителей, как бы они поступили, оказавшись на месте героев. Они представили себе, как начинают взрослую жизнь, идут в колледж… Если совершить такую ошибку, ломающую жизнь, как бы они поступили? Постарались спрятать секрет? Зрители поняли это. Вот почему их зацепила эта история». Как бы там ни было, режиссёр сказал, что не собирался снимать обычный фильм ужасов. Джеллиспи вдохновлялся триллерами «Хэллоуин» Джона Карпентера и «Челюсти» Стивена Спилберга — он постарался сделать свой фильм не столько кровавым, сколько напряжённым, заставляющих зрителей почувствовать гнетущую атмосферу приближающейся трагической развязки: «Сегодня такое бы „не прокатило“ — снять медленно „разгорающуюся“ историю. Узнать персонажей, прежде чем их кромсают — к тому времени, зритель уже начнёт сочувствовать героям. Они будут казаться более реальными. Именно так сделал Ридли Скотт — первые 40 минут в „Чужом“ ничего не происходит».
Похожих взглядов придерживалась и автор романа Лоис Дункан — она резко раскритиковала экранизацию, заявив в интервью 2002 года, что была потрясена тем, что её история была превращена в фильм-слэшер: «Я была в восторженном настроении до тех пор, пока не села в кресло в кинотеатре с коробкой поп-корна и не обнаружила, что Голливуд превратил мою подростковую саспенс-историю в слэшер. Место действия было перенесено из гор Нью-Мексико в рыбацкую деревню на восточном побережье. А безумный рыбак, которого не было в моей книге, убивал моих персонажей своим ледяным крюком. Первое, что я сделала, когда вышла из кинотеатра, это позвонила своей дочери Кэрри и попросила не давать моим внукам это смотреть».
В более поздних интервью Гиллеспи прокомментировал кассовый успех картины: «Это должен был быть единичный фильм — дань уважения классике ужасов 1980-х годов. И всё получилось — фильм был лидером три недели подряд. Он „зашёл“ зрителям. Сработало название картины, и всё сложилось. Фильм всё ещё был номером один на Хэллоуин — в третью неделю проката! Я не мог в это поверить».
В интервью в январе 2023 года Фредди Принц-младший рассказал, что Гиллеспи его буквально ненавидел и, на самом деле, хотел взять другого актёра на эту роль, а сам Принц был выбором продюсеров — по словам актёра, режиссёр постоянно давил на него, оскорблял и даже чуть не стал причиной травмы, вынудив молодого человека самостоятельно выполнить опасный трюк в финале картины в отсутствие специалиста; Принц сказал, что сильную моральную поддержку в этот момент ему оказал Райан Филипп.

### Съёмки

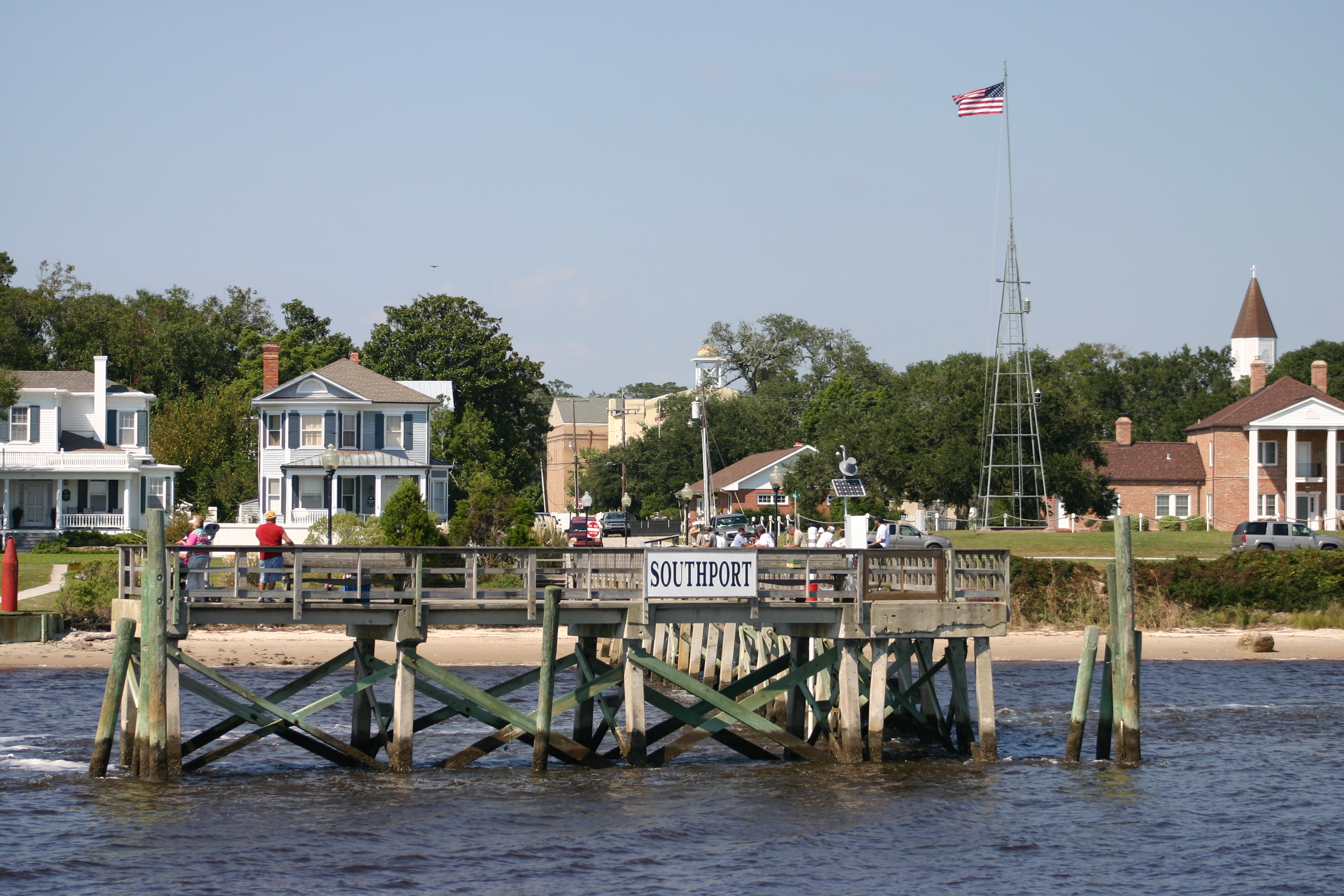
Большая часть фильма была снята в Сауспорте в штате Северная Каролина.

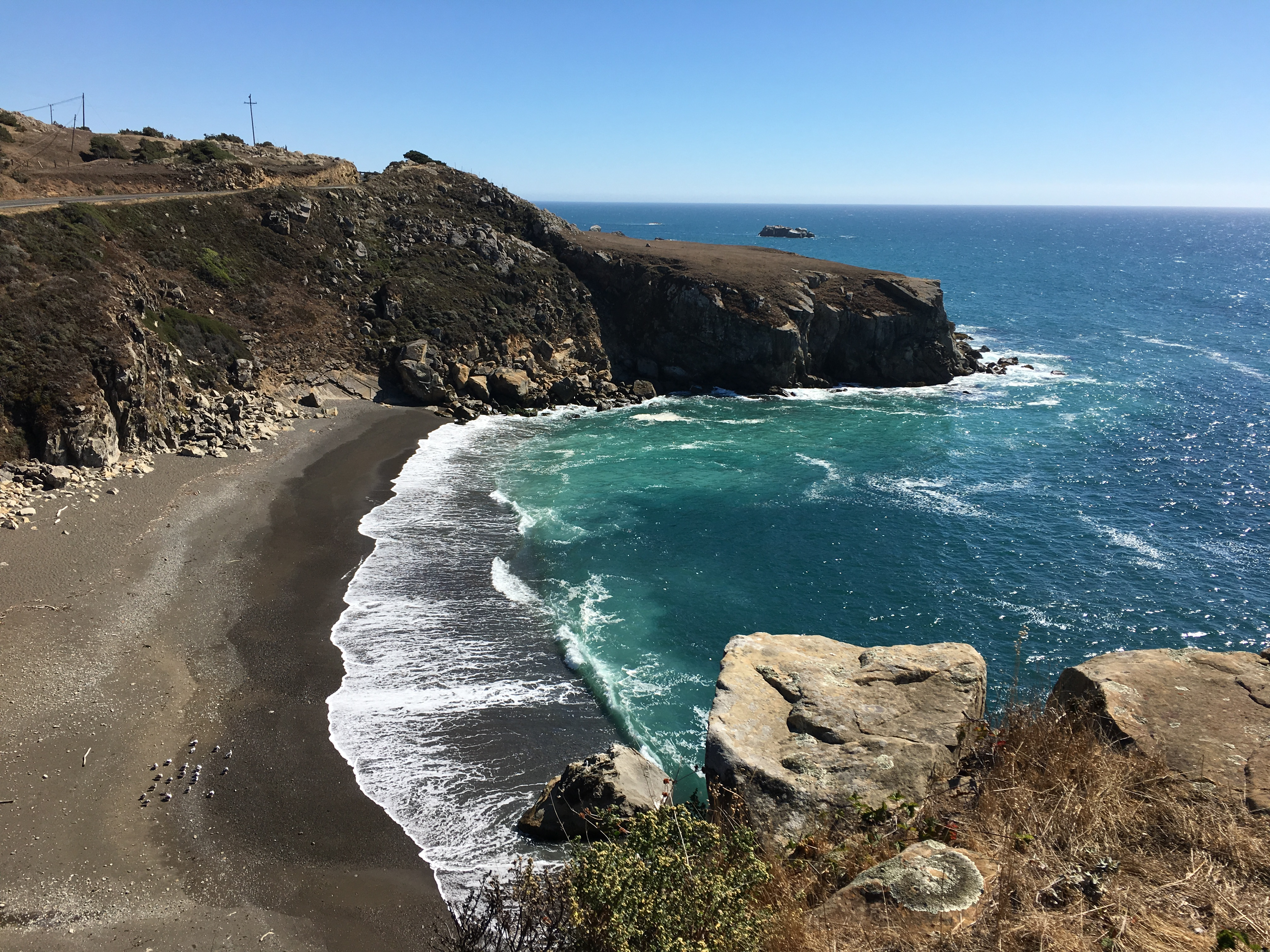
Скалы, показанные в начале фильма, были сняты в ущелье Колмер близ Дженнера в Калифорнии.

Основные съёмки начались 31 марта 1997 года и продлились 10 недель. Часть сцен снимали в Калифорнии в июне 1997 года. Начальную сцену снимали в округе Сонома, а закатные виды — в Колмер-Глач, к северу от города Дженнер, находящегося на автотрассе № 1, — недалеко от этого места снимали и сцену, где ребята сбивают рыбака.
Около 7 недель съёмок приходились на ночное время, что создавало дополнительные трудности для съёмочной группы и «вызвало переполох среди местных жителей». Гиллеспи и оператору Денису Кроссану пришлось использовать цветокоррекцию, из-за чего в картинке преобладал синий и практически отсутствовали яркие цвета. Основной локацией для съёмок стал город Уилмингтон в штате Северная Каролина. Для сцены на пляже съёмочная группа купила лодку в бухте Бодега, разрезала пополам и установила в качестве декорации эпизода, где ребята сидят у костра. Финальную сцену снимали на настоящей лодке на реке Кейп-Фир — по словам Гиллеспи, однажды группа едва не потеряла лодку, пытаясь зафиксировать её на одном месте, когда воды были неспокойны; съёмки сцены пришлось отложить до следующего дня.
Остальные сцены снимали в окрестностях города Сауспорт в Северной Каролине. Часть съёмок проходила в «Amuzu Theater» (там снимали конкурс красоты), а также на территории «Old Yacht Basin» и «Southport Fish Company». Дом Джули находится на «Short Street» к северу от «Southport Marina». Дневные сцены сняты в заливе, на заднем плане можно увидеть курсирующие судна — понадобился местный специалист, который организовал оживлённое движение кораблей во время съёмок сцен. Помещение, которое использовали в качестве магазина семьи Шиверс, нашёл Гиллеспи — оно расположено в Сауспорте; помещение так понравилось режиссёру, что он добавил некоторые описания локаций в сюжет фильма: в итоге, продолжительная сцена погони маньяка за Хелен происходит именно там. Сцены в Бостонском колледже снимали в университета Дьюка, а больничные эпизоды — в неиспользуемом крыле «Dosher Memorial Hospital» в Сауспорте.
По словам Хьюитт, идея знаменитой сцены, в которой Джули кричит «Чего ты ждёшь?!», принадлежит молодому человеку, который выиграл конкурс, главный приз в котором — участие в съёмках фильма; актриса чувствовала себя глупо, снимая эпизод, но позже признала, что «сцена получилась отличной». Однажды ночью Филлипп и Геллар взяли напрокат машину и решили проехаться по пляжу; к несчастью, машина застряла в песке, и актёрам пришлось вызывать эвакуатор — тогда молодые люди боялись, что продюсеры уволят их из-за этого инцидента. Однажды съёмочную площадку с дружеским визитом посетила актриса Джейми Ли Кёртис — в Северной Каролине проходили съёмки триллера с её участием под названием «Вирус», а незадолго до этого, Кёртис снималась с Дженнифер Лав Хьюитт в семейной комедии «Домашний арест»; через некоторое время Кевин Уильямсон также поработает с Кёртис, написав сценарий к фильму «Хэллоуин: 20 лет спустя». Позже часть сцен пилотного эпизода «Бухты Доусона» снималась в декорациях причала, построенных специально для «Я знаю, что вы сделали прошлым летом».
При съёмках финальной сцены на корабле, Гиллеспи и команда поняли, что допустили «хронологическую ошибку» — кофта на героине Хьюитт то появляется, то исчезает в кадре; чтобы не переснимать итак непростые сцены, создатели дополнили сюжет небольшим эпизодом — для него построили помещение, которого нет на лодке: Джули использует свою кофту в качестве прихватки для ледяной ручки люка. После съёмок этой сцены Лав Хьюитт начали преследовать кошмары: «Три часа ночи. Ты бежишь сквозь туман Северной Каролины от едва знакомого человека с крюком, изображаешь невероятный страх — были моменты, когда становилось по-настоящему страшно. Но это было весело»; кроме того после съёмок экшен-сцен у актрисы оставалось много синяков и ссадин.

### Досъёмки
На стадии постпроизводства стало понятно, что потребуются дополнительные съёмки. Гиллеспи снимал фильм так, чтобы в нём не было много жестоких и кровавых сцен, чтобы избежать проблем с цензурой. Сцену убийства Эльзы сначала снимали со спины актрисы, чтобы кровавые детали не попали в кадр; но у продюсера Эрика Фейга были сомнения относительно реалистичности сцены, и её пересняли. На тестовых показах Гиллеспи и продюсеры пришли к выводу, что сцена должна появиться в фильме раньше, чтобы убедить зрителей в том, что маньяк — большую часть фильма всего лишь запугивающий героев — является реальной угрозой для них. По той же причине была доснята сцена убийства Макса — в сценарии персонаж не становился жертвой нападения убийцы. У некоторых критиков и зрителей убийство Макса вызвало негодование — ведь Рыбак преследовал главных героев, желая им отомстить за содеянное.
Кроме того, у фильма была другая концовка, в которой Джули получила электронное письмо с короткой фразой: «Я всё ещё знаю» (англ. I Still Know) — сцену заменили на более яркую, появившуюся в фильме, также проведя дополнительные съёмки — эпизод снимали в соседнем с телесериалом «Нас пятеро» павильоне, где на тот момент играла Хьюитт. После первого показа законченного фильма боссам студии, руководство пришло к выводу, что у них на руках потенциальный хит, но финал нужно переснять. В интервью 2017 года Гиллеспи рассказал, что «специально снимал этот эпизод скучным»: «Я никогда всерьёз не работал над этой сценой, так как с самого начала был против того, чтобы она попала в фильм». Позднее эпизод использовали в качестве одного из тизер-трейлеров к продолжению. Досъёмки нового финала и сцены убийства Макса заняли 2 дня.

### Музыка и монтаж
Музыку к фильму написал композитор Джон Дебни. Финальная версия фильма, попавшая в кинотеатральный прокат США, получила от Ассоциаций кинокомпаний возрастной рейтинг «R», согласно которому зрители, не достигшие 17-летнего возраста, допускаются на сеанс только в сопровождении одного из родителей или законного представителя.

## Продвижение

### Рекламная кампания
Трейлер и постеры фильма вышли со слоганом «От создателя фильма „Крик“» (англ. From The Creator Of Scream) — тогда «Dimension Films» пригрозила иском «Columbia Pictures», так как режиссёром «Крика» был Уэс Крэйвен, а не Кевин Уильямсон. За неделю до выхода «Я знаю, что вы сделали прошлым летом» в прокат, судебным постановлением слоган был изъят из рекламной кампании фильма. Уильямсон настаивал на этом сразу, как увидел кинотеатральный постер картины.

### Слоганы
В рекламной кампании использовались слоганы:
- «Он одержим ими…» (англ. He’s Got A Hook On Them…)
- «Добро пожаловать в Сауспорт — маленький идеальный город. Который скрывает тайны, не желающие оставаться спрятанными» (англ. Welcome To South Port, The Perfect Small Town. But Beneath The Surface, There Are Secrets That Just Won't Stay Buried.)
- «От сценариста фильма „Крик“ — пугающая история, которая останется в памяти навсегда» (англ. From The Writer Of Scream, Comes A Terrifying New Experience That Won't Die.)
- «Новое начало стало для них смертельным финалом» (англ. What Started As A New Beginning, Is Becoming A Dead End.)
- «Ошибка прошлого преследует их» (англ. The Mistake They Made, Is Coming Back To Haunt Them.)
- «Не все тайны останутся в прошлом» (англ. Not All Secrets Stay Buried.)
- «Весь этот год четверо друзей хранили секрет» (англ. For The Last Year, Four Friends Have Kept A Secret.)
- «Никто не видел, как он появился. Никто не видел, как они его убили. Никто не мог представить ужас, который потом начнётся» (англ. Nobody Saw Him Step Out. Nobody Saw Them Kill Him. Nobody Could Imagine The Terror To Follow.)
- «Если хоронишь правду, убедись, что она останется в земле…» (англ. If You're Going To Bury The Truth, Make Sure It Stays Buried.)
- «Кто-то знает их секрет. Кто-то знает, что они напуганы. И кто-то знает, что они сделали прошлым летом» (англ. Someone Knows Their Secret, Someone Knows They're Scared, And Someone Knows What They Did Last Summer.)
- «Кто-то вооружился крюком» (англ. Someone's Got A Hook To Wield…)
- «Этот секрет скоро убьёт их всех» (англ. This Secret Is About To Kill Them All!)

### Саундтрек
7 октября 1997 года лейбл «Columbia Records» выпустил сборник песен из фильма «I Know What You Did Last Summer: The Album»:
| №   | Название                           | Исполнитель                   | Длительность |
| --- | ---------------------------------- | ----------------------------- | ------------ |
| 1.  | «Hush»                             | Kula Shaker                   | 2:55         |
| 2.  | «Summer Breeze»                    | Type O Negative               | 4:57         |
| 3.  | «D.U.I.»                           | The Offspring                 | 2:26         |
| 4.  | «Kid»                              | Green Apple Quick Step        | 3:17         |
| 5.  | «This Ain't The Summer Of Love»    | L7                            | 3:09         |
| 6.  | «Losin' It»                        | Soul Asylum                   | 3:01         |
| 7.  | «Hey Bulldog»                      | Toad The Wet Sprocket         | 2:31         |
| 8.  | «My Baby's Got The Strangest Ways» | Southern Culture on the Skids | 3:59         |
| 9.  | «Waterfall»                        | The Din Pedals                | 3:47         |
| 10. | «Clumsy»                           | Our Lady Peace                | 4:27         |
| 11. | «One Hundred Days»                 | Flick                         | 3:40         |
| 12. | «Great Life»                       | Goat                          | 3:50         |
| 13. | «2Wicky»                           | Hooverphonic                  | 4:44         |
| 14. | «Don't Mean Anything»              | Adam Cohen                    | 3:43         |
| 15. | «Proud»                            | Korn                          | 3:17         |

Также в фильме звучали песни, которые не попали в официальный альбом-саундтрек:
- «Forgotten Too» в исполнении Ugly Beauty
- «Wake Up Call» в исполнении The Mighty Mighty Bosstones
- «In The Pines (Where Did You Sleep Last Night)» в исполнении Lead Belly
- «You’re A Grand Old Flag» в исполнении Джорджа М. Коэна
- «Beautiful Girl» в исполнении Бинга Кросби
- «Free» в исполнении Ultra Naté

## Релиз

### Кассовые сборы
17 октября 1997 года фильм вышел в прокат в Северной Америке. Его бюджет составил 17 миллионов долларов, но уже в первые выходные он собрал 15 818 645 долларов в 2 524 кинотеатрах в Соединённых Штатах и Канаде, возглавив прокат и оставаясь лидером ещё 2 недели. К концу проката в декабре 1997 года он собрал 72 586 134 доллара в США и Канаде и 53 миллиона долларов в других странах; общие сборы составили почти $126 миллионов по всему миру. Согласно данным, собранным кассовым агентством «Mojo», это шестой-седьмой кассовый фильм-слэшер по состоянию на 2021 год.

### Критика
Фильм получил смешанные отзывы критиков и зрителей. По состоянию на июнь 2022 года, по данным агрегатора отзывов «Rotten Tomatoes», он получил рейтинг одобрения 43 %, основанный на отзывах 72 критиков. Консенсус гласил: «Слэшер получился утомительным, „Я знаю, что вы сделали прошлым летом“, скорее всего, зацепит только несгибаемых поклонников жанра». По состоянию на октябрь 2020 года «Metacritic» сообщил о совокупном балле 52 из 100, основанном на отзывах 17 критиков, что означает смешанные или средние отзывы. Средняя зрительская оценка на сайте «CinemaScore» — «B-» по шкале от «A+» до «F». На сайте «Кинопоиск» у фильма рейтинг 6.654 на основе 38 585 оценок зрителей; на «Internet Movie Database» — 5.8 из 10 на основе оценок 144 123 пользователей (на май 2022).
Картину часто сравнивали с триллером «Крик». Мик Ласалл считал, что он уступает «Крику», а Ричард Харрингтон назвал фильм умным с ярко выраженной моралью и солидным составом молодых актёров. Дерек Элли из «Variety» также был полон энтузиазма, назвав триллер отшлифованным жанровым произведением. Критик Роджер Эберт дал фильму одну из четырёх звёзд и написал в своей рецензии: «Первый кадр в этом фильме самый лучший. Не очень хороший знак». Обозреватель журнала «Entertainment Weekly» похвалил игру Хьюитт, отметив, что она знает, как «кричать от души».

Джеймс Кендрик из «Q Network» написал, что персонажи Уильямсона достаточно типичные, но они правдоподобно прописаны и реалистично ведут себя в соответствии с ситуациями; картина на голову выше «ранее выходивших фильмов о мёртвых подростках». Мейтлен Макдонав из «TV Guide» наградил фильм двумя из пяти звёзд, отметив: «Сценарист „Крика“ Кевин Уильямсон сделал шаг назад, написав сценарий намного слабее предыдущего». Критик Джеймс Берардинелли назвал фильм началом нового бума фильмов-слэшеров, добавив: 
Есть один незначительный аспект сюжета, который выделяет этот фильм среди типичных фильмов-слэшеров 80-х годов ― у него есть интересный подтекст. Я имею в виду то, как рушатся жизни и дружба этих четырёх людей в результате несчастного случая. Чувство вины, замешательство и сомнения накапливаются в них до тех пор, пока они больше не могут общаться друг с другом или смотреть на себя в зеркало. К сожалению, этот увлекательный элемент фильма быстро отбрасывается. Но, как я уже говорил, несколько дополнительных смертей могут сделать фильм-слэшер только лучше, верно?

### Награды и номинации
Картина была номинирована в разных категориях кино-наград:
| Год  | Церемония                            | Категория                                | Номинация                           | Результат |
| ---- | ------------------------------------ | ---------------------------------------- | ----------------------------------- | --------- |
| 1997 | ASCAP Film & Television Music Awards | Кассовый фильм                           | Джон Дебни                          | Победа    |
| 1998 | Saturn Award                         | Лучший ужастик                           | Я знаю что вы сделали прошлым летом | Номинация |
| 1998 | Blockbuster Entertainment Award      | Лучшая актриса-новичок                   | Дженнифер Лав Хьюитт                | Победа    |
| 1998 | Blockbuster Entertainment Award      | Любимая актриса                          | Дженнифер Лав Хьюитт                | Победа    |
| 1998 | Blockbuster Entertainment Award      | Любимая актриса второго плана в ужастике | Сара Мишель Геллар                  | Победа    |
| 1998 | Blockbuster Entertainment Award      | Любимый актёр в ужастике                 | Фредди Принц-младший                | Номинация |
| 1998 | Blockbuster Entertainment Award      | Любимая актриса в ужастике               | Дженнифер Лав Хьюитт                | Номинация |
| 1998 | Blockbuster Entertainment Award      | Любимый актёр второго плана              | Райан Филлипп                       | Номинация |
| 1998 | International Horror Guild Award     | Лучший фильм                             | Я знаю что вы сделали прошлым летом | Номинация |
| 1998 | MTV Movie Awards                     | Прорыв года                              | Сара Мишель Геллар                  | Номинация |
| 1998 | Young Artist Award                   | Лучшее исполнение главной женской роли   | Дженнифер Лав Хьюитт                | Номинация |

### Выход на видео
В США выпуском картины на DVD занималась компания «Columbia TriStar Home Video» — релиз состоялся 16 июня 1998 года; среди дополнительных материалов — кинотеатральный трейлер и комментарии создателей. «Sony Pictures Home Entertainment» выпустила фильм на Blu-Ray 22 июля 2008 года. Среди дополнительных материалов:
- Аудиокомментарии режиссёра Джима Гиллеспи и режиссёра монтажа Стива Мирковича
- Короткометражный художественный фильм Джима Гиллеспи «Приятная поездка» (англ. Joyride) (10:10)
- Короткометражный документальный фильм «Now I Know What You Did Last Summer» о создании «Я знаю, что вы сделали прошлым летом» (27:05)
- Музыкальный клип на песню «Hush» в исполнении Kula Shaker (2:56)
- Кинотеатральный трейлер картины (2:19)

30 сентября 2014 года вышло упрощённое издание от студии «Mill Creek Entertainment» — с фильмом и без дополнительных материалов. В США картина также доступна для просмотра для подписчиков сервиса «Prime Video».
30 июня 2022 года стало известно, что картина получит двухдисковое переиздание в формате 4K Blu-Ray по случаю 25-летия с момента выхода — релиз от компании «Sony Pictures Home Entertainment» состоялся 30 сентября 2022 года, в него вошли новые дополнительные материалы:
- Короткометражный фильм «My Own Summer» — интервью с режиссёром Джимом Гиллеспи
- Короткометражный фильм «He Knows What You Did» — интервью с исполнителем роли Рыбака Мьюзом Уотсоном
- Шесть удалённых сцен и альтернативный финал

В России на VHS и DVD фильм выпускала компания «West Video», а на Blu-Ray — компания «ВидеоСервис».

## Значимость

### Возрождение жанра
«Я знаю, что вы сделали прошлым летом» и «Крик» стали коммерчески успешными проектами и возродили интерес зрителей к жанру молодёжного слэшера — в следующие годы вышли такие картины, как «Городские легенды» (1998), «Факультет» (1998), «День святого Валентина» (2001) и др.

### Сиквелы
Вскоре после завершения съёмок картины, довольные конечным продуктом боссы студии предложили Гиллеспи продолжить работу над сиквелом: «Сначала я согласился. Они запланировали выход продолжения в ту же дату через год — поэтому на съёмки у нас было 9 месяцев, а сценария не было. Они попросили меня представить сюжет продолжения на двух страницах. Однако мне не понравилась развитие истории, на котором они настаивали. Они убивали франшизу, желая снять что-то совсем другое. Меня такой вариант не устроил, и я отказался. Я не мог работать над сюжетом, понимая, что когда текст сценария будет готов — он мне не понравится. Я был разочарован, так как Лав Хьиютт была привлечена в проект — кажется, тогда у неё уже был контракт на сиквел. Насколько я знаю, она согласилась, потому что думала, что я снова буду режиссёром. Но не вышло, и это её расстроило. Её расстроило, что прежняя команда не вернётся к работе. И они намеренно сделали продолжение более кровавым».
В феврале 1998 года стало известно, что Дэнни Кэннон снимет продолжение. Сценарий написал Трей Каллавэй. Дженнифер Лав Хьюитт, Фредди Принц-Младший и Мьюз Уотсон вернулись к своим ролям — и 13 ноября 1998 года в американский прокат вышел сиквел «Я всё ещё знаю, что вы сделали прошлым летом». Кассовые сборы фильма не оправдали ожидания студии, картина получила смешанные отзывы критиков и зрителей. Третья часть «Я всегда буду знать, что вы сделали прошлым летом» вышла сразу на видео в 2006 году, получив разгромные отзывы критиков. О франшизе на время забыли — хотя над новым фильмом несколько лет работали разные авторы.

### Пародии
События «Я знаю, что вы сделали прошлым летом» и «Крика» — а также их персонажи — стали центральными в сюжетной линии пародии «Очень страшное кино» и низкобюджетной картины «Ну очень страшное кино». Эпизод «Treehouse of Horror X» мультсериала «Симпсоны» содержит историю «I Know What You Diddily-Iddily-Did» с участием Нэда Фландерса в качестве убийцы.

### Ремейки
Два неофициальных ремейка вышли в Индии в 2003 году: фильм «Скажи что-нибудь» (хинди Kucch To Hai) поставил Анил Ви с Тусшаром Капуром в главной роли (однако в интервью «Hindustan Times» актёр отрицал связь с оригинальной картиной) и «Туман» (хинди Dhund).
В сентябре 2014 года СМИ написали, что студия «Sony Pictures» планирует снять ремейк первой части — за сценарий отвечал Майк Флэнеган — но проект так и не был реализован. В сценарии Джеффри Говарда был персонаж по имени Кэт, продюсер подкаста «Я знаю, что вы сделали прошлым летом», которое вела одна из главных героинь в ремейке — с самого начала создатели планировали позвать на эту роль-камео Дженнифер Лав Хьюитт. Кроме того, по словам Говарда ремейк был ближе к «молодёжному нуару», чем с «слэшеру», и рассказывал абсолютно новую историю, не связанную с Джули Джеймс и её друзьями.

### Телесериал
26 июля 2019 года студия «Amazon» анонсировала телесериал «Я знаю, что вы сделали прошлым летом», продюсером которого вновь выступил Нил Мориц, работавший над кино-трилогией; пилотный эпизод поставил Джеймс Ван; сценарий написал Шэй Хаттен. Незадолго до премьеры шоу Райан Филлипп выразил желание появиться в эпизоде телесериала. Премьера состоялась 15 октября 2021 года — в первом и единственном сезоне вышло восемь серий, после чего сериал закрыли из-за низких рейтингов и смешанных отзывов.

### Перезапуск
6 февраля 2023 года стало известно, что студия Нил Мориц и «Sony Pictures» ведут переговоры с Дженнифер Лав Хьюитт и Фредди Принцем-младшим по их возвращению к своим ролям в легаскивеле (англ. legacy sequel), который снимет Дженнифер Кэйти Робинсон по сценарию Лиа МакКендрик. Релиз фильма «Я знаю, что вы сделали прошлым летом» с Лав Хиьютт и Принцем-Младшим запланирован на 18 июля 2025 года.